# Daniel Taylor
Daniel Taylor (ur. 12 maja 1982) – amerykański lekkoatleta, kulomiot.
Jego największym osiągnięciem jest 3. lokata na kończącym sezon Światowym Finale IAAF (Stuttgart 2008).

## Rekordy życiowe
- pchnięcie kulą - 21.78 (2009)
- pchnięcie kulą (hala) - 21.57 (2007)